# Амарна
Амарна (позната и као ел Амарна) је велико египатско археолошко налазиште, које представља остатке главног града изграђеног за време фараона Акхенатона, током осамнаесте династије.
Око 1350. п. н. е. готово на средини пута између старих престоница, Тебе и Мемфиса, настаје град Ахнатон (Амарна), који је подигао Ехнатон, посветивши га Атону. На нетакнутој земљи, која раније није познавала другог бога, настају прелепи храмови, дворци, резиденције и гробнице. Све је то потрајало мање од 20 година. Простране рушевине овог необичног града називају се „ел Амарна“.
Ехнатон одлучује да напусти Тебу и да се пресели у нови град у четвртој или петој години своје владавине. О томе сведочи декрет на неколико од укупно 14 граничних стела, на којима се описује територија будућег града. Тамо се спомињу и зграде које владар намерава да подигне у Атонову част. Стеле су исклесане у стенама које окруђују равни терен двеју обала реке Нил. Неке од њих чувају исклесане статуе Ехнатона и његове породице у стенама.
Амрана се простире уз ток Нила, на десној обали, дужине 10 km. У северном делу града се налазе два дворца, у централном делу велики и мали Атонов храм, велики дворац, Дом владара, архива, седиште полиције и касарна. У јужном делу се налази санктуаријум у част жена из краљевске породице, као и остали мање очувани храмови. Ово су основне зграде повезане краљевским путем, који пролази паралелно са реком Нил. Оне су биле окружене кућама, резиденцијама, магацинима и радионицама. Источно од града се налази село, основано за потребе радника и градитеље Амарне. У подножју источних стена се налазе две групе гробница у стенама – јужне и северне.

### Велики Атонов храм
За разлику од традиционалних египадских храмова, у простране санктуаријуме Амарне, који су већим делом отворени према небу, пада сунчева светлост, а храмови су били пуни стотинама камених олтара. Велики храм у Амарни је импозантних димензија (око 230-их750 метара), али већи део његове површине остаје неизграђен. Главне конструкције у њему су Гем-па-Атон и Санктуаријум. Санктуаријуми су у дну храма имали и низ олтара и вероватно велики олтар у центру, намењен краљу. Свуда се налазе статуе краљевског пара, док је у близини Санктуаријума постављен свети камен у облику стеле, заобљене у горњем делу.

### Мали Амонов храм
Још јужније, код дома владара, некада се налазио Мали Амонов храм, Пахут-Атон, мања варијанта великог храма, са три пара пилона од цигле, са великим олтаром у близини улаза и Санктуаријумом у унутрашњости. Мали храм, који се налази поред краљевске гробнице, је можда испуњавао улогу култа владара, као и погребних храмова владара из Тебе.

### Мару-Атен
Смештен у јужном делу територије, окружен граничним стелама, изван граница правог града, Мару-Атен није нити храм, нити резиденција жена из краљевске породице, већ место, где се могао поштовати Атон на платформама званим Сенке бога Ра, и где се могло одмарати на језеру и у баштенским павиљонима.

### Престонички дворци
У центу града, западно од Краљевског пута, се налазио огромни комплекс Великог храма. Он се састојао од изузетно великог унутрашњег дворишта и низа сала и магацина. У ужном делу комплекса су се налазиле сале са стубовима, унутрашњим двориштима и великим парком са језером. Из портика са колонадом потичу веома лепо обојени подови са приказима биљака, које расту над водом и птицама. Дом владара, смештен на супротној страни Краљевског пута, састојао се од невеликог дворца, пространог унутрашњег дворишта и комплексас магацина. Основни део дворца је представљала сала са стубовима, док је на северној фасади постојао блкон са прозором приказа, где су се спроводиле церемоније у вези са награђивањем чиновника. Северни дворац је био једна од резиденција фараона, са два велика унутрашња дворишта и салом са стубовима који воде у салу са троном, у унутрашње двориште за приношење жртве и у неколико башти и паркова, у многе просторије различите намене, магацине и собе за личну употребу. Овде су такође постојале лепе зидне слике на којима су биле приказане сцене из природе. Најсеверније, у подножју стрмих стена, се налазио Дворац крај реке, који је најмање очуван и најмање проучен међу свим дворцима. Овде се можда налазила основна краљевска резиденција, окружена огромним магацинима и снажним зидинама.

### Гробнице, али не за сва времена
Источно од града у стенама, којима је окружена Амарна, направљене су две групе гробница. Њихову декорацију чине сцене из живота краљевског дворца и слике краљевске породице. Захваљујући детаљним архитектурним приказима, човек може пасти у искушење да у потпуности обнови изглед града од кога није остало готово ништа. Између две групе гробница се налази сува речна долина, која водиу краљевску некрополу са импозантном Краљевском гробницом. Осим просторија, намењених Ехнатону, тамо су се налазиле и засебне сале за преминулу кћи Мекетатен и комплекс намењен Нефертити. Међутим, нико од наведених није остао дуго тамо. Истовремено са напуштањем Ехнатоновог града, у Тебу су пренети и остаци достојни поштовања, с тим што је место њиховог вечног покоја и до данас загонетка.

## Настанак назива ел- Амарна
У доба владавине фараона Акхнатона се овај град називао Ахнатон (Атонов хоризонт). Кратко после смрти овог фараона град је опустошен и пао је у заборав.
У 18. веку ту су се населила бедуинска племена Бени Амарана који је ту основао четири насеља – ет Тил, Хаг Кандил, ел-Амирија и Хавата. Спајањем имена првог насеља и дела имана племена – Амаран настао је назив области ел-Тил Амаран који је касније промењен Тал ел-Амарна. Сада се употребљава скраћени назив ел- Амарна или само Амарна.